# Synophis zaheri
Espèce
Synophis zaheri est une espèce de serpents de la famille des Dipsadidae.

## Répartition
Cette espèce est endémique de la province d'El Oro en Équateur. Elle se rencontre à 874 m d'altitude.

## Description
Les mâles mesurent de 351 à 372 mm de longueur standard et de 184 à 194 mm de queue.

## Étymologie
Cette espèce est nommée en l'honneur de Hussam Zaher.

## Publication originale
- Pyron, Guayasamin, Peñafiel, Bustamante & Arteaga, 2015 : Systematics of Nothopsini (Serpentes, Dipsadidae), with a new species of Synophis from the Pacific Andean slopes of southwestern Ecuador. ZooKeys, vol. 541, p. 109-147 (texte intégral).